# Woodway (Texas)
Pour les articles homonymes, voir Woodway.
La ville de Woodway est située dans le comté de McLennan, dans l’État du Texas, aux États-Unis. Sa population s’élevait à 8 452 habitants lors du recensement de 2010, estimée à 8 835 habitants en 2016.
Woodway fait partie de l’agglomération de Waco.

## Source
- (en) Cet article est partiellement ou en totalité issu de l’article de Wikipédia en anglais intitulé « Woodway, Texas » (voir la liste des auteurs).